# Botafogo FR
Botafogo de Futebol e Regatas – brazylijski klub piłkarski z siedzibą w mieście Rio de Janeiro, stolicy stanu Rio de Janeiro. Występuje w rozgrywkach Campeonato Brasileiro Série A oraz Campeonato Carioca. Domowe mecze rozgrywa na obiekcie Estádio Nilton Santos.
Jest jednym z czterech wielkich klubów w Rio de Janeiro obok CR Flamengo, Fluminense FC, i CR Vasco da Gama.

## Historia
1 lipca 1894 założono wioślarski klub Clube de Regatas Botafogo. Kolorami klubu był czarny i biały, a jego symbolem gwiazda. Szybko stał się jednym z najsilniejszych klubów w regionie obok m.in. Vasco da Gama i Flamengo.
Tymczasem dziesięć lat po założeniu klubu, grupa chłopców postanowiła założyć drużynę piłkarską. Początkowo nazywała Electro Club, lecz po sugestii babci jednego z chłopców 18 września 1904 klub zmienił nazwę na Botafogo Football Club. Klub wkrótce stał się jednym z bardziej znaczących w regionie, wygrywając pierwsze mistrzostwa stanowe w 1907.
Kwestią czasu było połączenie obu klubów. Fuzja miała miejsce 8 grudnia 1942.

## Osiągnięcia
- Mistrz Brazylii: 1968, 1995, 2024
- Mistrz stanu Rio de Janeiro (Campeonato Carioca) (21): 1907, 1910, 1912, 1930, 1932, 1933, 1934, 1935, 1948, 1957, 1961, 1962, 1967, 1968, 1989, 1990, 1997, 2006, 2010, 2013, 2018
- Copa CONMEBOL: 1993
- Copa Libertadores: 2024

## Aktualny skład
Stan na 1 października 2024.
| Nr | Poz. | Piłkarz                  |
| -- | ---- | ------------------------ |
| 1  | BR   | Gatito Fernández         |
| 2  | OB   | Rafael                   |
| 3  | OB   | Lucas Halter             |
| 4  | OB   | Mateo Ponte              |
| 5  | PO   | Danilo Barbosa           |
| 6  | PO   | Tchê Tchê                |
| 7  | NA   | Luiz Henrique            |
| 9  | NA   | Tiquinho Soares          |
| 10 | PO   | Jefferson Savarino       |
| 11 | NA   | Júnior Santos            |
| 12 | BR   | John Victor              |
| 13 | OB   | Alex Telles              |
| 15 | OB   | Bastos                   |
| 16 | OB   | Hugo                     |
| 17 | PO   | Marlon Freitas (kapitan) |
| 20 | OB   | Alexander Barboza        |
| 21 | OB   | Marçal                   |

| Nr | Poz. | Piłkarz            |
| -- | ---- | ------------------ |
| 22 | OB   | Vitinho            |
| 23 | OB   | Pablo              |
| 23 | PO   | Thiago Almada      |
| 25 | PO   | Kauê               |
| 26 | PO   | Gregore            |
| 27 | NA   | Carlos Alberto     |
| 28 | NA   | Allan              |
| 33 | PO   | Eduardo            |
| 34 | OB   | Adryelson          |
| 37 | NA   | Matheus Martins    |
| 47 | NA   | Jeffinho           |
| 66 | OB   | Cuiabano           |
| 70 | PO   | Óscar Romero       |
| 90 | NA   | Matheus Nascimento |
| 97 | BR   | Raul               |
| 99 | NA   | Igor Jesus         |